# Liste der Venuskrater/D
| Name          | Position          | ⌀       | Benannt nach |
| ------------- | ----------------- | ------- | --- |
| Dado          | 13,9° S, 87,6° O  | 11,2 km | Vorname der Fulbe |
| Dafina        | 28,6° N, 115,9° W | 5,5 km  | albanischer Vorname |
| Danilova      | 26,4° S, 22,8° W  | 48,8 km | Alexandra Dionissijewna Danilowa (1903–1997), Balletttänzerin, Choreografin und Pädagogin, Marija Danilowa (1793–1810), russische Balletttänzerin |
| Danute        | 63,5° S, 56,5° O  | 12,3 km | litauischer Vorname |
| Daphne        | 41,3° N, 79,6° W  | 15,5 km | griechischer Vorname |
| Darline       | 19,3° S, 127,4° W | 13 km   | angelsächsischer Vorname |
| Dashkova      | 78,2° N, 53,5° W  | 45,1 km | Jekaterina Romanowna Woronzowa-Daschkowa (1743–1810), russische Gelehrte und Aufklärerin                                                          |
| Datsolalee    | 38,3° N, 171,8° O | 17,5 km | Dat So La Lee (1835–1925), indianische Künstlerin und Korbflechterin                                                                              |
| de Ayala      | 12,4° N, 31,9° O  | 19 km   | Josefa de Óbidos, geborene de Ayala (1630–1684), spanische Malerin                                                                                |
| de Beausoleil | 5° S, 102,8° O    | 28,2 km | Martine Bertereau, Baroness de Beausoleil (ca. 1600 – nach 1642), französische Bergbautechnikerin und Mineralogin                                 |
| de Beauvoir   | 2° N, 96,1° O     | 52,5 km | Simone de Beauvoir (1908–1986), französische Schriftstellerin                                                                                     |
| Deborah       | 37,3° S, 10,6° O  | 9,7 km  | hebräischer Vorname |
| Defa          | 32,2° N, 11,3° O  | 8,5 km  | Vorname der Fulbe |
| Degu          | 27,3° N, 70,1° W  | 5,5 km  | Vorname der Tscherkessen |
| Deken         | 47,1° N, 71,5° W  | 48 km   | Aagje Deken (1741–1804), niederländische Dichterin                                                                                                |
| de Lalande    | 20,5° N, 5° W     | 21,3 km | Marie-Jeanne de Lalande (1768–1832), französische Astronomin                                                                                      |
| Deledda       | 76° N, 127,5° O   | 32 km   | Grazia Deledda (1871–1936), italienische Schriftstellerin und Nobelpreisträgerin                                                                  |
| Delilah       | 57,9° S, 109,8° W | 18,5 km | hebräischer Vorname |
| Deloria       | 32° S, 97,1° O    | 31,9 km | Ella Cara Deloria (1888–1971), US-amerikanische Anthropologin und Schriftstellerin                                                                |
| Dena          | 20,7° S, 21,3° W  | 2,4 km  | litauischer Vorname |
| Denise        | 14,4° S, 94,7° O  | 2 km    | griechischer Vorname |
| de Staël      | 37,4° N, 35,7° W  | 25 km   | Germaine de Staël (1766–1817), französische Schriftstellerin                                                                                      |
| d’Este        | 34,3° S, 121,1° W | 21,6 km | Isabella d’Este (1474–1539), italienische Gelehrte und Politikerin                                                                                |
| Devorah       | 22,5° S, 16,6° W  | 4,8 km  | hebräischer Vorname |
| Devorguilla   | 15,3° N, 4° O     | 22,9 km | Devorguilla O’Ruairc (1108–1193), irische Königin                                                                                                 |
| De Witt       | 6,5° S, 84,4° W   | 20,7 km | Lydia Maria Adams DeWitt (1859–1928), amerikanische Pathologin                                                                                    |
| Dheepa        | 21,6° S, 176,3° O | 4,7 km  | indischer Vorname |
| Dickinson     | 74,6° N, 177,2° O | 67,5 km | Emily Dickinson (1830–1886), amerikanische Dichterin                                                                                              |
| Dinah         | 62,9° S, 37,1° O  | 15,6 km | hebräischer Vorname |
| Dix           | 37° S, 31° W      | 63,3 km | Dorothea Lynde Dix (1802–1887), US-amerikanische Wohltäterin und Reformerin                                                                       |
| Dolores       | 51,4° N, 158,4° W | 12,6 km | spanischer Vorname |
| Domnika       | 18,4° N, 65,7° W  | 6,7 km  | moldauischer Vorname |
| Doris         | 2,3° N, 90° O     | 14,5 km | griechischer Vorname |
| Dorothy       | 35,4° S, 11,3° O  | 8,4 km  | griechischer Vorname |
| du Chatelet   | 21,5° N, 165° O   | 18,5 km | Émilie du Châtelet (1706–1749), französische Mathematikerin und Physikerin                                                                        |
| Duncan        | 68,1° N, 68,3° W  | 40,3 km | Isadora Duncan (1878–1927), US-amerikanische Tänzerin und Choreografin                                                                            |
| Dunghe        | 56,2° S, 64,7° W  | 5,5 km  | kalmückischer Vorname |
| Durant        | 62,3° S, 132,3° W | 21,1 km | Ariel Durant (1898–1981), US-amerikanische Schriftstellerin                                                                                       |
| Duse          | 82,5° S, 2° W     | 30,4 km | Eleonora Duse (1858–1924), italienische Schauspielerin                                                                                            |
| Dyasya        | 5,1° N, 62,4° W   | 7,8 km  | nganasanischer Vorname |